# Achille Sclavo
Achille Sclavo (Lesegno, 21 marzo 1861 – Siena, 2 giugno 1930) è stato un medico italiano, autore della scoperta del siero contro il carbonchio ematico.

## Biografia
Nacque in un'umile famiglia nel 1861; il padre, Eugenio, era capo stazione delle Ferrovie dello Stato piemontesi.
Frequentò il liceo ginnasio dei padri Scolopi a Savona e si laureò in Medicina a Torino il 12 luglio 1886. L'anno successivo seguì a Roma il maestro Luigi Pagliani presso i laboratori della Direzione Generale di Sanità, nel gruppo di lavoro voluto da Francesco Crispi, per il riassetto della politica sanitaria nazionale.
Nel 1892 Sclavo fu nominato Direttore del Laboratorio Batteriologico di Sanità e docente presso la Scuola Superiore d'Igiene, dove venne incaricato della preparazione del siero antidifterico. Pubblicò numerosi studi di tipo micrografico e batteriologico, ospitati dalla Rivista d’Igiene e Sanità pubblica. Dedicandosi alla ricerca microbiologica, egli scoprì inoltre il siero contro il carbonchio ematico. La carenza di acqua, la sottoalimentazione e la mancanza di cognizioni igieniche rendevano la figura dell'igienista di grande importanza.
Nel 1892-93 conseguì presso l'Ateneo di Torino la libera docenza in Igiene. Quando nel 1896 venne soppressa la "Direzione di Sanità", ebbe la nomina a professore incaricato per l'insegnamento dell'Igiene a Siena. Nominato professore straordinario a Sassari, rientrò come ordinario a Siena nel marzo 1903.
Nel 1904 fondò l'"Istituto Siero e Vaccino Produttore" nella sua villa di campagna alla periferia di Siena, sviluppando una vera e propria impresa legata all'indotto universitario. Fu in questa villa che egli cominciò a lavorare con un gruppetto di allievi per la produzione industriale del siero anticarbonchioso da lui scoperto.
Al 3 novembre 1904 risale l'atto di nascita dell'Istituto Sieroterapico Vaccinogeno Toscano, costituito con una società in nome collettivo a durata decennale fra lo stesso Sclavo e il professor Ivo Bandi, libero docente di Igiene sperimentale, che aveva per scopo «la preparazione di sieri, vaccini, virus, prodotti affini e materiali terapeutici e profilattici di altra natura».
Già nel 1913 l'Istituto pubblicava un Bollettino Trimestrale, ma l'attività si sviluppò principalmente durante la prima guerra mondiale, quando venne aumentata la produzione industriale dei sieri e dei vaccini batterici, soprattutto contro tifo e colera.
In qualità d'igienista, a Siena Sclavo intervenne in campo sociale per realizzare importanti opere pubbliche: l'acquedotto del Vivo per rifornire la città di acqua potabile, una moderna rete di fognature, lo stabilimento per i bagni pubblici cittadini con annessi ambulatori e laboratori, innovazioni che a suo giudizio conferirono «a Siena il primato della salubrità fra le città italiane».
Achille Sclavo fu rettore dell'Università di Siena dal 1914 al 1917, insegnò poi a Firenze al "Regio Istituto di Studi Superiori Pratici e di Perfezionamento", quindi rientrò a Siena dove fu nuovamente rettore dal 1924 al 1926 e dal 1927 al 1929.
Sclavo morì il 2 giugno 1930, all'età di 69 anni, lasciando la moglie Eugenia Pertusio e le tre figlie Maria Teresa, Rosalia e Matilde, mentre due figli maschi erano deceduti prematuramente. Uno di questi, Eugenio, laureato in Medicina, era stato suo collaboratore all'Istituto Sieroterapico fino al 1928.

## Opere
- A. Sclavo, La campagna antimalarica in Sardegna , Firenze, Soc. Tip. Fiorentina, 1912.
- A. Sclavo, Sul problema della fognatura in Puglia con speciale riguardo alla degenerazione biologica delle acque di fogna , Siena, Ed. San Bernardino, 1912.